# Ljubomir Pavlović
Ljubomir (Ljuban) Pavlović (Vitez, 1944.), hrvatski književnik i gospodarstvenik iz Bosne i Hercegovine. Samostalni istraživač i čuvar povijesne i kulturne baštine BiH. Proučava geneaologiju obitelji u Vitezu, također i kao onomastičar, te objavljuje knjigu o korijenima obitelji Pavlović s rodoslovnim stablom. Živi i radi u Vitezu.

## Životopis
Rođen u Vitezu 1944. godine. U rodnom gradu završio je osnovnu školu. U Zenici je završio srednju trgovačku školu, a u Travniku trgovačku školu. U Novom Sadu završio je studij organizacije rada. Piše etnografske bilješke i priče. Objavio ih je u Viteškom kalendaru, Kalendaru sv. Ane, Hrvatskom narodnom godišnjaku HKD Napredak, listu Profil i Krijesnici - časopisu Matice hrvatske Zenica. Dugogodišnji je pasionirani lovac. Njegova prva knjiga je „Istrgnuto zaboravu". Objavio je još tri knjige. Četvrta se zove Prohujala stvarnost, u kojoj je opisao više važnih događaja koji su obilježili povijest Viteza i okolice. Dio ih se zbio prije stotinu i više godina, čuvani su u tajnosti i prenosili su se s koljena na koljeno i tek su u ovoj knjizi istinito opisani i izašli u javnost.

## Djela
- Istrgnuti zaboravu, HKD Napredak, Vitez, 2009.
- Korjenika, HKD Napredak, Vitez, 2015.
- Rodoslov Pavlovića, Vitez, 2017.
- Prohujala stvarnost, HKD Napredak, Vitez, 2018.
- Ratno doba, HKD Napredak, Vitez, 2020.

## Vanjske poveznice
- HKD Napredak Vitez  Arhivirana inačica izvorne stranice od 27. srpnja 2018. (Wayback Machine) Održana promocija knjige pisca Ljubana Pavlovića „Prohujala stvarnost“ , 13. lipnja 2018.